# Corning (pueblo)
Corning es un pueblo ubicado en el condado de Steuben en el estado estadounidense de Nueva York. En el año 2000 tenía una población de 6,426 habitantes y una densidad poblacional de 67.2 personas por km².

## Geografía
Corning se encuentra ubicado en las coordenadas 42°8′28″N 77°1′57″O / 42.14111, -77.03250.

## Demografía
Según la Oficina del Censo en 2000 los ingresos medios por hogar en la localidad eran de $44,649, y los ingresos medios por familia eran $51,470. Los hombres tenían unos ingresos medios de $40,542 frente a los $25,804 para las mujeres. La renta per cápita para la localidad era de $23,149. Alrededor del 8.2% de la población estaban por debajo del umbral de pobreza.